# 풀라드 FC
풀라드 FC(페르시아어: باشگاه فوتبال فولاد خوزستان)는 후제스탄 주 아바즈를 연고로 하는 이란의 축구 클럽이다. 이 팀은 1986년에 창단 되었으며 현재는 페르시안 걸프 프로리그에 참가하고 있다.

## 성적
- 이란 프로리그: 우승 1회 (2004–05)

## 선수 명단

### 현역
참고: FIFA 자격 규정에 따라 소속된 국가대표팀 국기를 표시합니다. 선수는 복수의 FIFA 비회원국 국적을 가지고 있을 수 있습니다.
| 번호 | 포지션 | 국적         | 이름              |
| ---- | ------ | ------------ | ----------------- |
| 1    | GK     | 우즈베키스탄 | 우트키르 유수포프 |
| 29   | FW     |              | 침바              |

| 번호 | 포지션 | 국적 | 이름 |
| ---- | ------ | ---- | ---- |

## 역대 감독
| 감독              | 임기        |
| ----------------- | ----------- |
| 드라간 스코치치   | 2014 ~ 2016 |
| 압신 고트비       | 2018 ~ 2019 |
| 자바드 네쿠남     | 2019 ~ 2021 |
| 자바드 네쿠남     | 2021 ~ 2023 |
| 야흐야 골모함마디 | 2024 ~      |